# Alexander Meshcheriakov
Alexander Ivanovich Meshcheriakov (russo: Александр Иванович Мещеряков; 16 de dezembro de 1923, Gumenki - 30 de outubro de 1974, Moscou) foi um psicólogo e patologista marxista soviético.

## Biografia
Nasceu em 16 de dezembro de 1923, na aldeia Gumenki na região do Ryazan, em uma grande família de camponeses. Após terminar o ensino médio em 1941, segue para a frente de batalha da II Guerra Mundial, sendo que em outubro de 1943 foi gravemente ferido na batalha pela liberação da Bielorrússia, necessitando de um tratamento prolongado para se recuperar.
Em 1944 entra para o Instituto de Petróleo Gubkin (atualmente Universidade Estadual Russa Gubkin de Óleo e Gás), onde estuda por quase um ano. Em 1945 se juntou ao setor de psicologia da Faculdade de Filosofia da Universidade Estadual de Moscou.
Em 1950 ele inicia seu trabalho científico no Instituto de Neurocirurgia Burdenko, sob a orientação do professor Luria. Em 1952 se junta ao Instituto para o Estudo de Deficientes, estudando primeiro, sob a orientação novamente de Luria, o problema da oligofrenia. Em 1953 defende sua tese com o tema As Violações da Interação de Dois Sistemas de Sinalização na Formação de Reações Simples com Lesões Locais do Cérebro. Em 1955 inicia a base teórica para a educação de surdos, mudos e cegos sob a orientação do professor Sokolianski. Após a morte de Sokolianski, Meshcheriakov assume como pesquisador sênior o laboratório para o estudo e educação de crianças surdocegas.
Em 1960 cria um laboratório para estudo e educação de crianças surdocegas no Instuto de Defectologia e em 1963 criar instituições educacionais especiais para crianças surdocegas na cidade de Zagorski (atualmente Sergiev Posad).
Em 1971 defende sua tese de doutorado intitulada Criança Surdocega (Desenvolvimento Mental no Processo de Educação).
Além de seu trabalho em conjunto com o psicólogo Luria, Meshcheriakov foi amigo dos filósofos Evald Ilienkov e Feliks Mikhailov, sendo que o primeiro foi o grande teórico por trás dos institutos em Zagorski.
Em seus trabalhos na educação de crianças surgocegas, Meshcheriakov aplicou e desenvolveu as ideias do psicólogo soviético Vigotski, respondendo na prática às críticas que o último recebia na época do stalinismo.
Morre em 1974, por insuficiência cardíaca aguda.
Em 1977 seus quatro alunos mais antigos (Alexander Suvorov, Sergei Sirotkin, Natalia Korneyeva (agora Krilatova) e Yuri Lerner) se graduaram em psicologia na Universidade Estadual de Moscou.
Recebe postumamente, em 1981, o Prêmio de Estado da U.R.S.S. pela criação de um sistema científico de ensino para crianças surdocegas.